# Airtrade Holland

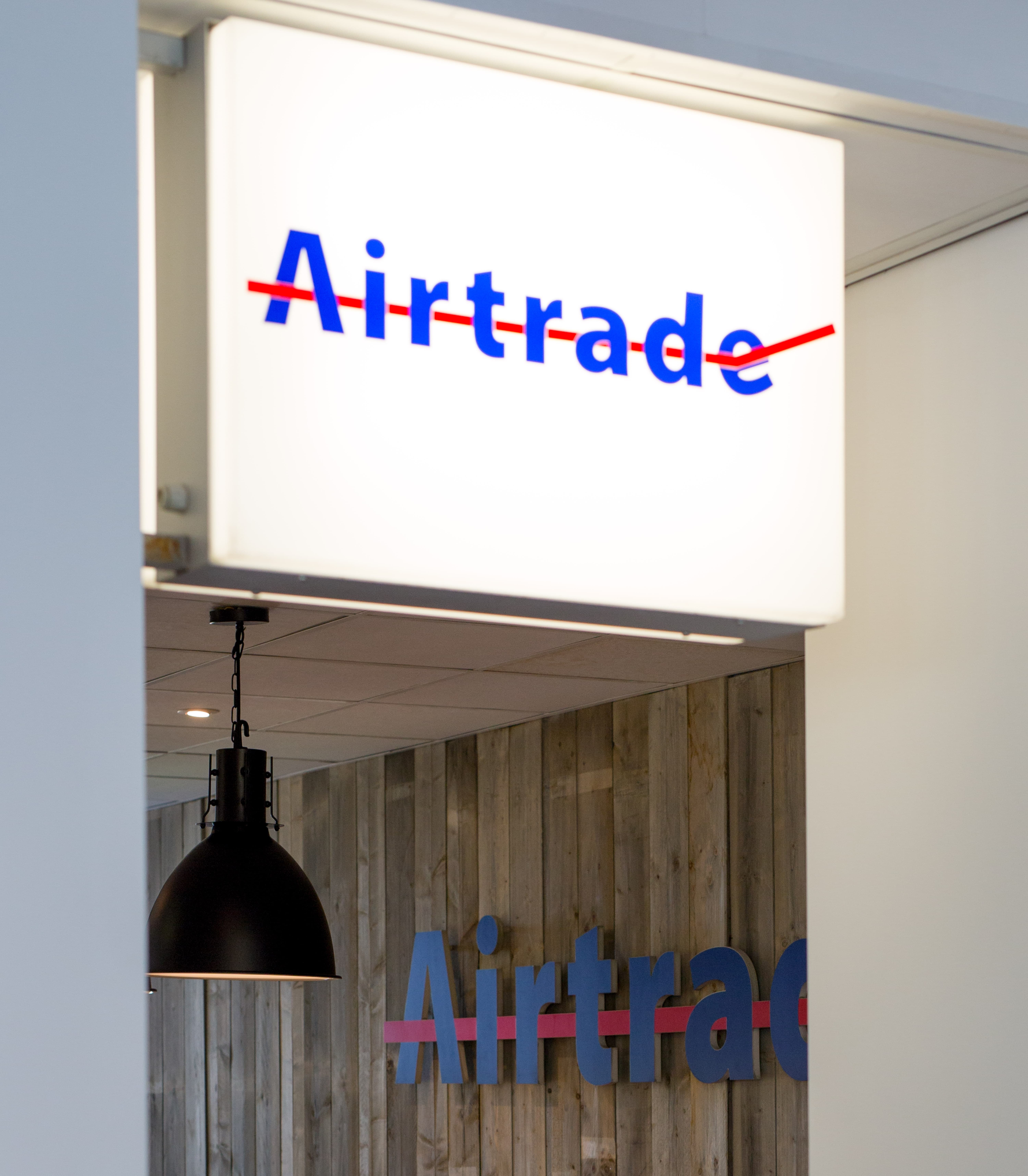
Logo van het bedrijf

Airtrade Holland B.V. is een internationaal opererend bedrijf, voornamelijk werkzaam in de business-to-business-reisbranche. Het bedrijf is in 1989 opgericht door Wim Butte en André Hesselink. Het heeft zich in dertig jaar ontwikkeld tot marktleider in de inkoop en distributie van vliegtickets in Nederland. Het bedrijf is actief op het gebied van inkoop, uitgifte en verwerking van onder andere vluchten, hotelovernachtingen, autohuur en verzekeringen. Ook de ontwikkeling en verkoop van reistechnologische oplossingen voor reisagenten, touroperators, luchtvaartmaatschappijen en overige reisbedrijven is onderdeel van de onderneming. De huidige directie bestaat uit Jeroen Martron (bestuursvoorzitter) en Laurens Vonkeman (financieel directeur).

## Geschiedenis
Airtrade werd in 1989 opgericht door Wim Butte en André Hesselink. Het bedrijf begon als groothandel in vliegtickets en reisbureau. De eerste vestiging van Vliegwinkel, een reisbureau gespecialiseerd in de verkoop van lijndienstvliegtickets, werd in 1989 geopend in Haarlem. In 1994 was Airtrade samen met Reisbureau Rover en Road Air Sports Travel het officiële kanaal voor tickets van de WK-voetbalduels van het Nederlands elftal.
In 1998 kocht de BCD Group van John Fentener van Vlissingen alle aandelen. De oprichters Wim Butte en André Hesselink bleven actief in de directie. In 1999 werd de online verkoop van vliegtickets gestart. Airtrade heeft met Vliegwinkel.nl het eerste online reisbureau op de Nederlandse markt geïntroduceerd.
Naast Vliegwinkel heeft het bedrijf ook de consumentensites BudgetAir, Flugladen (Duitsland) en Vayama (VS) opgericht. Deze zijn later afgestoten aan de BCD Group. In 2011 is Cheaptickets (Beins Travel) gefuseerd met Vliegwinkel, Vayama, Flugladen en BudgetAir om hiermee de combinatie Travix te vormen. Na de verkoop van Vliegwinkel.nl kwam Airtrade op de markt met een technologieportfolio voor pakketreizen. Hier ging in 2014  KLM  en in 2020 Transavia gebruik van maken.
Een grote meerderheid van de aandelen van het bedrijf was sinds 2013 in bezit van het Duitse AERTiCKET. In 2017 kwam het management, Jeroen Martron en Frank Wester, samen met de BCD Group weer in het bezit van alle aandelen  Airtrade Holland B.V. Deze investering werd gedaan om daarna de positie van het bedrijf op het gebied van reistechnologie en verwerking van reisproducten verder uit te kunnen bouwen.
In december 2018 werd het Belgische Skyways overgenomen en daarmee de activiteiten naar België uitgebreid.
In 2021 hebben KLM, Airtrade en BCD Travel een overeenstemming bereikt over het verwerven van een strategisch belang door KLM in Airtrade. De samenwerking richt zich vooral op de verdere ontwikkeling van consolidating, KLM Holidays en de uitrol van NDC (New Distribution Capability) als distributieplatform. De bedrijfsvoering van Airtrade blijft onafhankelijk.